# 延岡市立方財小学校
延岡市立方財小学校（のべおかしりつ ほうざいしょうがっこう）は、宮崎県延岡市方財町にある公立小学校。

## 概要
- 児童数 - 77名（各学年1学級）

## 沿革
- 1875年 - お仮屋で、学制に基づく教育を開始。
- 1882年 - 人民共立小学校を開設。
- 1889年 - 校舎改築。方財簡易小学校に校名変更。
- 1892年4月1日 - 組合立方財尋常小学校となる。
- 1892年10月8日 - 校舎改築。この日を創立記念日とする。
- 1910年 - 組合を廃止し、岡富村立方財尋常小学校となる。
- 1933年 - 延岡市の市制施行により、延岡市立方財尋常小学校となる。
- 1941年 - 延岡市立方財国民学校となる。
- 1947年 - 学制改革により、延岡市立方財小学校となる。

## 通学区域
方財小学校の通学区域には以下の区域が指定されている。
- 方財町

## アクセス
- 鉄道：JR日豊本線 延岡駅下車。
- バス：延岡駅から宮崎交通バス方財線 所要時間23分 「方財」下車。